# وعد رعد
وعد بلال رعد (9 تشرين الثاني/ نوفمبر 2006) هي لاعبة كرة قدم لبنانية تلعب في مركز الظهير الأيسر لنادي نجوم الرياضة اللبناني والمنتخب اللبناني.

## مهنة دولية
لعبت مع منتخب لبنان تحت 15 سنة في بطولة اتحاد غرب آسيا تحت 15 سنة 2019، وفاز المنتخب بالبطولة.
وظهرت أول مرة على المستوى الدولي مع منتخب لبنان في 30 أغسطس 2021، كبديلة ضد السودان في كأس السيدات العربيات 2021. واستدعيت لتمثيل لبنان في بطولة اتحاد غرب آسيا لكرة القدم للسيدات 2022، حيث أحرز المنتخب المركز الثاني.

## الإنجازات
الصفاء
- بطولة أندية اتحاد غرب آسيا لكرة القدم للسيدات: 2022

### نجوم الرياضة
- الدوري اللبناني لكرة القدم للسيدات: 2021-2022

لبنان تحت 15
- بطولة اتحاد غرب آسيا: 2019

لبنان تحت 18
- بطولة اتحاد غرب آسيا: 2022

لبنان
- وصيف بطولة اتحاد غرب آسيا: 2022